# Municipio de Krushari
El municipio de Krushari (búlgaro: Община Крушари) es un municipio búlgaro perteneciente a la provincia de Dobrich.
En 2011 tiene 4547 habitantes, el 33,82% búlgaros, el 33,27% turcos y el 9,52% gitanos. El 19,51% de la población no quiso responder a la pregunta sobre la etnia en el censo; es posible que una parte de ellos sean rumanos por hallarse el municipio en la frontera con Rumania. La capital municipal es el pueblo de Krushari, donde vive la tercera parte de la población del municipio.
Se ubica en un área rural del norte de la provincia.

## Localidades
El municipio comprende 19 pueblos, no existiendo ninguna localidad urbana en su término municipal.
| Pueblo             | Cirílico          | Población (diciembre de 2009) |
| ------------------ | ----------------- | ----------------------------- |
| Krushari           | Крушари           | 1592                          |
| Abrit              | Абрит             | 285                           |
| Aleksandria        | Александрия       | 147                           |
| Bistrets           | Бистрец           | 112                           |
| Dobrin             | Добрин            | 185                           |
| Efreytor Bakalovo  | Ефрейтор Бакалово | 292                           |
| Gaber              | Габер             | 123                           |
| Kapitan Dimitrovo  | Капитан Димитрово | 134                           |
| Koriten            | Коритен           | 326                           |
| Lozenets           | Лозенец           | 607                           |
| Ognyanovo          | Огняново          | 34                            |
| Polkovnik Dyakovo  | Полковник Дяково  | 304                           |
| Poruchik Kurdjievo | Поручик Кърджиево | 54                            |
| Severnyak          | Северняк          | 178                           |
| Severtsi           | Северци           | 203                           |
| Telerig            | Телериг           | 514                           |
| Zagortsi           | Загорци           | 156                           |
| Zementsi           | Земенци           | 29                            |
| Zimnitsa           | Зимница           | 21                            |
| Total              |                   | 5296                          |